# Lagunas Bravas
Lagunas Bravas är sjöar i Chile.   De ligger i regionen Región de Atacama, i den nordöstra delen av landet, 800 km norr om huvudstaden Santiago de Chile. Lagunas Bravas ligger 4 223 meter över havet. Arean är 7,9 kvadratkilometer. Den sträcker sig 4,3 kilometer i nord-sydlig riktning, och 3,2 kilometer i öst-västlig riktning.
Trakten runt Lagunas Bravas är ofruktbar med lite eller ingen växtlighet. Trakten runt Lagunas Bravas är nära nog obefolkad, med mindre än två invånare per kvadratkilometer.